# Christophe Galtier
Christophe Galtier (Marsella, 23 d'agost de 1966) és un entrenador de futbol professional francès, exjugador i exentrenador del Paris Saint-Germain de la Ligue 1.
Galtier, defensa de professió, va passar gran part dels seus quinze anys com a jugador a l'Olympique de Marsella, a més d'altres sis clubs, quatre a França, un a Itàlia i un altre a la Xina.
Amb el Saint-Étienne, Galtier va guanyar el premi al millor entrenador de l'any als Trophées UNFP du football de 2013, que va compartir amb Carlo Ancelotti; el va tornar a guanyar el 2019 després que el Lille acabés en segona posició durant la temporada 2018-19 de la Ligue 1. Galtier va guanyar el trofeu per tercera vegada en 2021 després de guiar al Lille al seu quart títol de Ligue 1 en la història del club. Després d'un any al Niça, Galtier va fitxar pel París Saint-Germain el 2022, on va tornar a guanyar la Ligue 1.

## Primers anys i carrera de jugador
Christophe Galtier va néixer el 23 d'agost de 1966 a Marsella, Bouches-du-Rhône. Va passar gran part de la seva carrera esportiva a França, al Marsella, club de la seva ciutat natal, al qual va representar en dues etapes diferents. En els seus quinze anys de carrera, també va jugar a França amb el Lille, Tolosa, Angers i Nîmes, abans de posar fi a la seva carrera a Itàlia amb el Monza i a la Xina amb el Liaoning.

## Carrera d'entrenador

### Entrenador adjunt (1999–2009)
Del 1999 al 2004, Galtier va ser segon entrenador al Marsella, l'Aris i el Bastia. Del 2004 al 2009, va ser segon entrenador d'Alain Perrin a Al Ain, Portsmouth, Sochaux, Lió i Saint-Étienne (ASSE).
Al desembre de 2009, Galtier va ser nomenat entrenador del Saint-Étienne, amb l'ASSE en perill de descens després de la marxa d'Alain Perrin. En la seva primera temporada, Galtier va guiar amb èxit l'ASSE fins a la salvació, i va acabar en 17a posició. L'ASSE va acabar entre els 10 primers de la Lliga 1 en les set temporades consecutives en què Galtier va ocupar el càrrec, 4 de les quals van acabar en llocs europeus.

El 2013, l'ASSE va derrotar el Rennes per guanyar la Copa de la Lliga, el seu primer trofeu en 32 anys. El seu debut europeu com a primer entrenador es va produir l'1 d'agost del 2013, en la fase de classificació de la UEFA Europa League 2013-14, amb una victòria per 3-0 a casa davant el Milsami Orhei moldau.
El 9 de maig del 2017, Galtier va anunciar que deixaria el Saint-Étienne al final de la temporada en expirar el seu contracte. En aquell moment era l'entrenador de la Lliga 1 més longeu encara en actiu, després d'haver pres les regnes durant vuit anys. El 20 de maig de 2017, va deixar el club després de 361 partits, 147 victòries, com a entrenador del Saint-Étienne.

### Lille
El 22 de desembre del 2017, Galtier es va convertir en el nou entrenador del Lille, que es trobava al lloc 18 de la lliga. Tot i això, finalment van evitar els llocs de descens per un punt la temporada 2017-18. A la temporada 2018-19, va portar el Lille a acabar segon i classificar-se per a la propera edició de la Lliga de Campions, després de set anys d'absència.
Durant la temporada 2020-21, Galtier va guiar el Lille al seu primer títol de Ligue 1 en 10 anys i el quart a la història del club. Galtier va ser elogiat per molts experts en el transcurs de la temporada tant per les seves tàctiques com per la seva capacitat per desenvolupar joves talents com Jonathan David, Renato Sanches i Mike Maignan. Pels seus esforços, Galtier va ser nomenat Entrenador de l'Any de la Ligue 1 per tercera vegada. El 25 de maig de 2021, dos dies després de guanyar el títol de lliga, va dimitir com a entrenador. Ha declarat: "Simplement tinc la profunda convicció que el meu temps s'ha acabat aquí".

### Niça
El 28 de juny del 2021, Galtier va ser nomenat nou entrenador del Niça, un altre club de la Lliga 1. En la seva primera temporada, va conduir l'equip a la cinquena plaça i a la final de la Coupe de France, on va perdre 1-0 davant el Nantes. Com a resultat, el Niça es va classificar per a la ronda de play-off de la Lliga de la Conferència Europa de la UEFA. Va deixar el Niça el 27 de juny de 2022, sent substituït per Lucien Favre.

### París Saint-Germain
El 5 de juliol de 2022, Galtier va signar un contracte de dos anys per convertir-se en entrenador del Paris Saint-Germain, campió de la Lliga 1, en substitució de Mauricio Pochettino. En el seu primer mercat de fitxatges, va supervisar les arribades d'Hugo Ekitike, Nordi Mukiele, Fabián Ruiz, Renato Sanches, Carlos Soler i Vitinha.

## Vida personal
El 30 de juny del 2023, juntament amb el seu fill John Valovic-Galtier, Galtier va ser detingut per la policia francesa en el marc de la investigació sobre sospites de discriminació racial i religiosa, mentre dirigia el Niça.

## Honors

### Jugador
Marsella
- Subcampió Copa de França: 1986–87[26]

### Entrenador
Saint-Étienne
- Copa de la Lliga: 2012–13[4]

Lille
- Lliga 1: 2020-21[14]

Niça
- Subcampió Copa de França: 2021–22[27]

París Saint-Germain
- Lliga 1: 2022–23[28]
- Supercopa francesa de futbol: 2022[29]

Individual
- Entrenador de l'any de la Ligue 1: 2012–13 (conjunt), 2018–19, 2020–21[14]